# Guiri

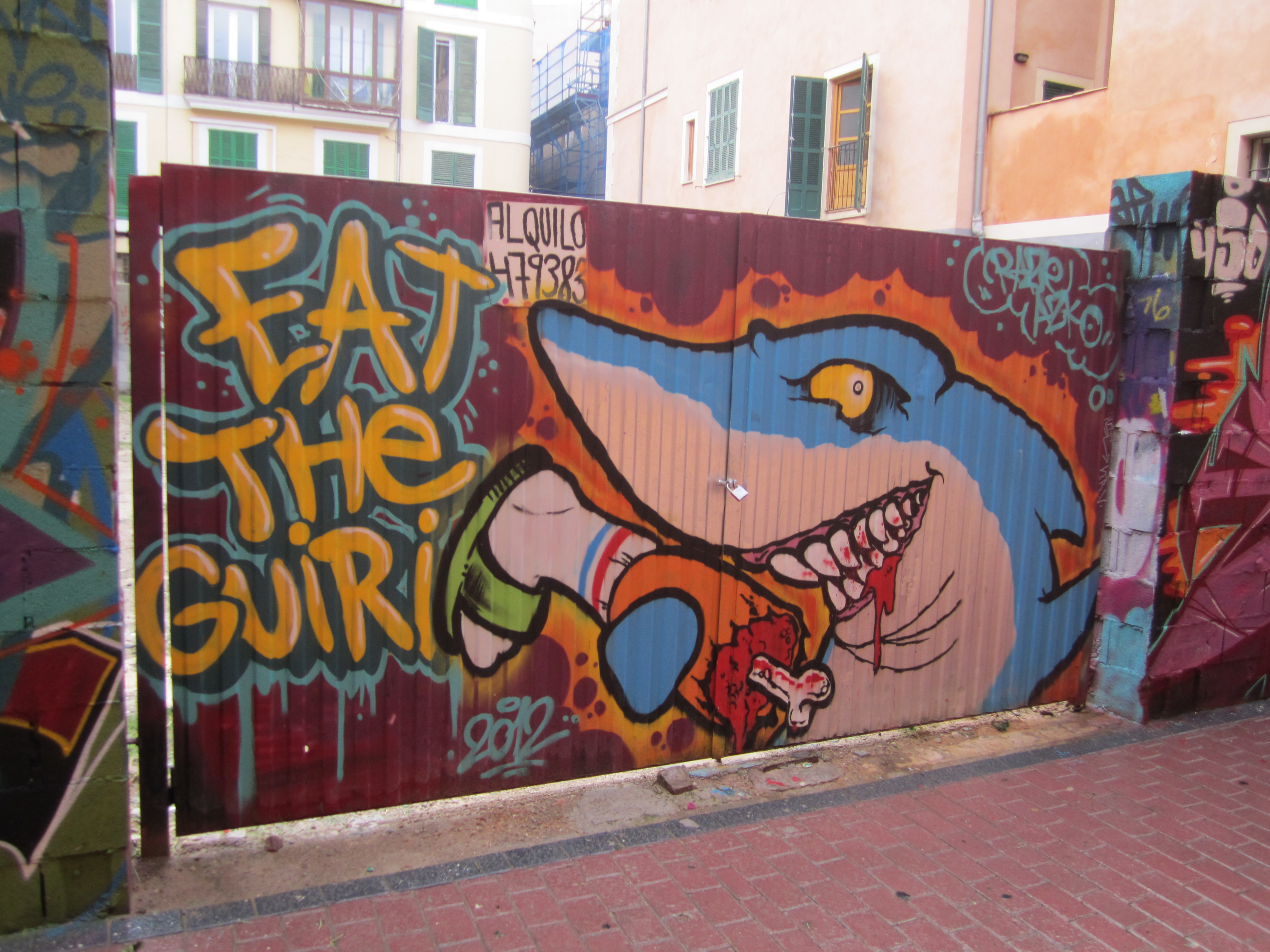
Grafiti en una calle de Palma de Mallorca: Eat the guiri (Cómete al guiri).

Guiri es un término coloquial usado principalmente en España para referirse a turistas extranjeros, particularmente del norte o centro de Europa y especialmente a los británicos. Sin embargo, se engloba también a cualquier persona extranjera de piel muy blanca con cabello rubio y ojos azules.
Aunque algo peyorativo, los hispanohablantes no siempre lo consideran un insulto.

## Origen
Según el Diccionario de la Real Academia Española, esta palabra se remonta a las guerras carlistas del siglo XIX en la forma «guiristino», la pronunciación de las fuerzas carlistas de habla vasca del nombre de sus enemigos, los cristinos (denominación derivada de la regencia de la reina María Cristina), fuerzas en las que se integraba la Legión Auxiliar Británica. Entró en el Diccionario de la Real Academia Española en 1925. «Guiri» sería el término utilizado por los partidos políticos de oposición de la época para referirse exclusivamente a la Guardia Civil y la Policía Armada bajo el régimen franquista. Ya en 1984 se incluyó en el Diccionario el significado actual de la palabra «guiri».
Existe otra teoría de Juan Goytisolo de que guiri es un neologismo de la lengua caló que deriva del árabe marroquí y argelino gaouri (palabra con un significado similar que se aplica a los europeos), que a su vez deriva del turco otomano gâvur.[cita requerida]
También Alfonso Bullón de Mendoza, en su obra sobre Las guerras carlistas, citando un poema de Navarro Villoslada, se hace eco de otro origen según el cual «era el nombre con que los carlistas designaban a sus oponentes como derivación de las siglas GRI (Guardia Real de Infantería) que aparecían en los morriones que portaban sus primeros oponentes.» Galdós, en su episodio nacional Zumalacárregui, lo confirma:

A los de la Guardia se les llamó entonces guiris porque llevaban tres letras, G. R. I., en la gorra y la cartuchera.
Galdós, Zumalacárregui, cap. V.